# Glíma bei den Olympischen Spielen
Glíma, eine isländische Variante des Freistilringens, war bisher lediglich zweimal im Rahmen des inoffiziellen Programms bei den Olympischen Sommerspielen 1908 in London und bei den Olympischen Sommerspielen 1912 in Stockholm vertreten. 

## 1908
Am letzten Tag der Stadionwettbewerbe wurden im Innenfeld des White City Stadium Vorführungen des Glíma-Ringens gegeben. Diese fanden am 25. Juli 1908 statt. Fünf isländische Glima-Ringer nahmen an der Demonstration teil. Über die Ereignisse ist nichts weiter bekannt.
Die Athleten waren:
 Jóhannes á Borg
 Jón Pálsson
 Sigurjón Pétursson
 Pétur Sigfússon
 Guðmundur Sigurjónsson

## 1912
Am 7. Juli 1912 fand im Olympiastadion Stockholm eine Vorführung des Glíma-Ringens statt. Sechs isländische Glima-Ringer nahmen an der Demonstration teil. Am 15. Juli 1912 fand zudem ein formeller Wettbewerb um einen Pokal statt, der von in Dänemark lebenden Isländern gestiftet worden war.
Die Athleten waren:
 Hallgrímur Benediktsson
 Sigurjón Pétursson
 Axel Kristjánsson
 Guðmundur Sigurjónsson
 Magnús Tómasson Kjaran
 Jón Halldórsson